# Фридлянд, Евгений Иосифович
Евгений Иосифович Фридлянд (род. 21 июня 1967, Кемерово, РСФСР) — советский и российский музыкальный продюсер.

## Биография
Евгений Фридлянд родился 21 июня 1967 года в городе Кемерово. Окончил кемеровскую школу № 62. В 1989 году — окончил Кемеровский медицинский институт. Служил в мотострелковых войсках (1985—1987). После мединститута один год был заместителем директора молодёжного центра досуга Кемеровского обкома комсомола.
В 1990 году им было организовано музыкальное объединение «Диалог» в Государственной филармонии Кузбасса, в которое вошли лучшие музыканты Кемеровской области.
24 июня 2013 года Евгений Фридлянд стал гражданином Израиля.

## Профессиональная деятельность
С 1990 года по 1992 год — работал с группой «Диалог», совместно с которой выпустил в Германии пластинку «Осенний крик ястреба» и «Посредине мира» на фирме «Мелодия». Некоторое время выступал в качестве вокалиста.
Продюсер групп:
1. «Диалог» (1990—1992)
2. «Браво» (1991—1994)
3. «Премьер-министр» (с 1998 года)
4. «Ассорти» (с 2003 года)
5. «Иван-да-Марья» (с 2013 года)
6. «ПМ» (с 2014 года)

певцов:
1. Валерия Меладзе (1993—1997)
2. Николая Трубача (1997—2001)
3. Бориса Моисеева (1998—2010)
4. Алексея Гомана (2003—2011)
5. Александра Панайотова (2003—2011)
6. Алексея Чумакова (2003—2009)
7. Руслана Алехно (2004—2009)
8. Марины Девятовой (2006—2013)

В 2003—2006 году продюсировал телевизионный проект телеканала «Россия» «Народный артист». С сентября по декабрь 2005 года занимался музыкальным продюсированием проекта телеканала «Россия» «Секрет успеха». В 2003, 2006 годах — член жюри телеконкурса «Народный артист».

### Фильмография
1. 2004 — Слова и музыка — эпизод[2]

### Награды
1. 2009 — орден «Служение искусству»
2. 2010 — орден «За выдающиеся заслуги»[3]

## Семья
- Сын — Дэвид Фридлянд.
- Дочери:
  - Екатерина,
  - Далида,
  - Даниэла.